# لورانس هيربست
لورانس هيربست هو سياسي أمريكي، ولد في 5 مارس 1916 في بروكلين في الولايات المتحدة، وتوفي في 12 مايو 2003. انتخب عضو جمعية ولاية نيويورك ‏.